# Iglesia de los Santos Juanes (Almenara)
La iglesia parroquial de los Santos Juanes, en Almenara, comarca de la Plana Baja, Castellón, es un templo católico situado en la Plaza de la Iglesia del mencionado municipio. Datado del siglo XVIII, presenta una declaración genérica como Bien de Relevancia Local según la Disposición Adicional Quinta de la Ley 5/2007, de 9 de febrero, de la Generalitat, de modificación de la Ley 4/1998, de 11 de junio, del Patrimonio Cultural Valenciano (DOCV Núm. 5.449 / 13/02/2007), con código identificativo como Patrimonio de la Generalitat Valenciana número: 12.06.011-004. 
A efectos administrativo-religiosos se ubica en la calle Del mig número 3, y pertenece al arciprestazgo del Santísimo Cristo, de la Diócesis de Segorbe-Castellón. Con anterioridad a 1960 pertenecía a la Diócesis de Tortosa, ya que Almenara fue donada por Jaime I al obispo de Tortosa, Juan Ponce Torrellas, el 3 de septiembre del año 1225, como muestra de gratitud al apoyo recibido por éste durante el sitio de Peñíscola.

## Descripción histórico-artística
El edificio actual se eleva en los restos del que fuera antiguo templo del pueblo, que se construyó en 1528, pero su perímetro es mayor, abarcando también parte de la superficie en donde se levantaban la llamada Plaza Vella, el pozo público (que databa de 1532, y para dejar constancia de la existencia de los restos del mismo se colocó una inscripción, en latín, en uno de los muros laterales del templo, la cual reza: ” H I C    A L T V S    P V T E V S      S V P E T R A     C L A V D I T V R   I S T A”, “Bajo esta piedra se cierra un alto pozo”), el horno de la villa, la antigua Casa Consistorial, e incluso la cárcel. El antiguo pozo público, que era de piedra tallada, se salvó colocando dos fuertes arcos de ladrillo, sobre los cuales descansa el muro, quedando la mitad externa del pozo en la calle, mientras que la otra mitad es la base izquierda del arco que soporta el corazón.
De esta forma el templo se alza aislado de otras construcciones. La construcción del actual templo se inició el 15 de agosto de 1721, y se finalizaron el 21 de septiembre de 1737, día en que se llevó a cabo la bendición del templo.
El templo presenta una torre campanario que está rematada con una Cruz bola, la bola es de madera forrada de hierro (obra de un carpintero de Sagunto, Antonio Peña), y la cruz de hierro también (obra del cerrajero de Almenara Pedro Ferrer) tiene en su interior reliquias de diversos santos. El peso de la cruz es de unos 171 kilos, y en su interior alberga cuatro campanas: San Juan Evangelista (la de mayor tamaño), Santa María (la mediana), Santa Bárbara (la pequeña) y San José (el simbolet); que se bendijeron el 19 de agosto de 1735.
Durante el tiempo que se utilizó para la construcción del nuevo templo, el Santísimo Sacramento de la antigua iglesia se trasladó a la Capilla del Palacio del Conde de Almenara, donde permaneció hasta el 28 de septiembre de 1738, fecha en la que se llevó a cabo el traslado del Santísimo Sacramento a la nueva iglesia parroquial. Este evento se recuerda todos los años, actualmente el primer domingo de octubre, pero hasta 1970 (año en que se adelantó la festividad al mes de septiembre), la fiesta se celebraba el cuarto domingo de octubre como fin de las fiestas patronales de la villa
Se trata de un templo de orden compuesto, de considerables dimensiones (25,80 metros de longitud, 20 metros de ancho y 25 metros de alto), con fachada de sillares, adornada con mármol azul. Presenta dos puertas de acceso una, la principal, por la Plaza de la Iglesia; otra, lateral, por la calle de los Santos Juanes.
El templo se vio muy afectado en la contienda del 36, destruyéndose durante la misma los ornamentos de su interior, destacando entre ellos ocho altares laterales y el altar mayor, obra de Jaime Molins datada de 1744, con pinturas de Antonio Rechar.
En la actualidad el altar mayor está dedicado a los santos que dan nombre a la parroquia: San Juan Bautista y San Juan evangelista. Los altares laterales de la izquierda de la nave central y están dedicados a: San José, la Virgen de los Ángeles, el Sagrado Corazón de Jesús, y la Inmaculada Concepción de María. Por su parte las capillas laterales de la derecha están dedicadas a : San Antonio Abad, y la Virgen del Carmen, entre otros.